# Altstadt Charlottenburg

Schloss Charlottenburg um 1900

Die Altstadt Charlottenburg (Ausspracheⓘ) in Berlin ist begrenzt durch die Spree im Norden, die Nehringstraße im Westen und die Achse Zillestraße/Loschmidtstraße im Süden und Osten. Das Gebiet der Altstadt ist der Bereich, den die ehemals eigenständige Stadt Charlottenburg zwischen 1720 und 1855 fast unverändert umfasste, bevor sie schnell in viele Richtungen über die Grenzen der Altstadt hinauswuchs. Heute ist Charlottenburg ein Ortsteil des Bezirks Charlottenburg-Wilmersdorf.

## Entstehung

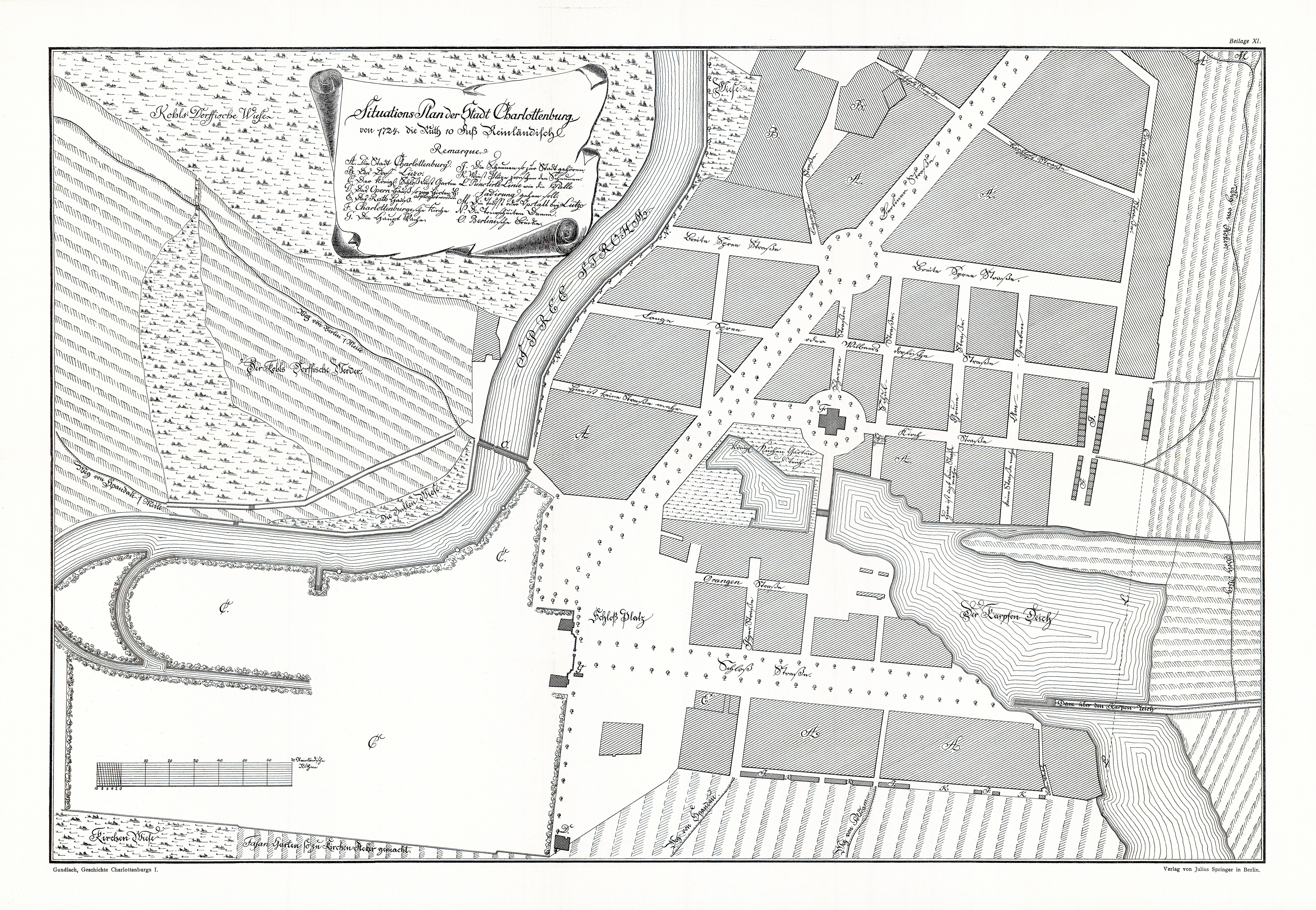
Charlottenburg um 1724 im Situationsplan von Remarque, geostet.

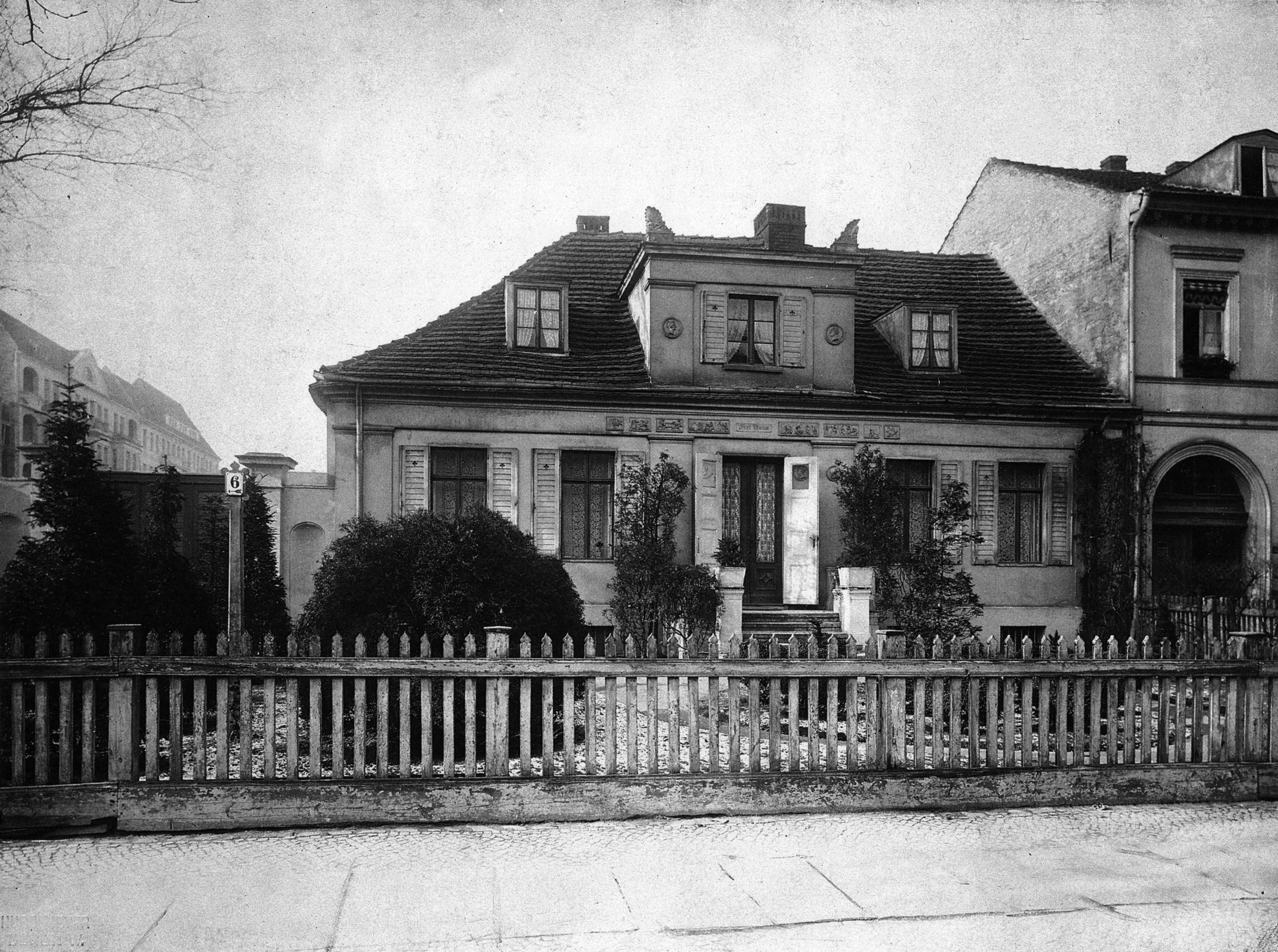
Ehemaliges Haus des Kammertürken Hassan in der Schloßstraße 6, 1908

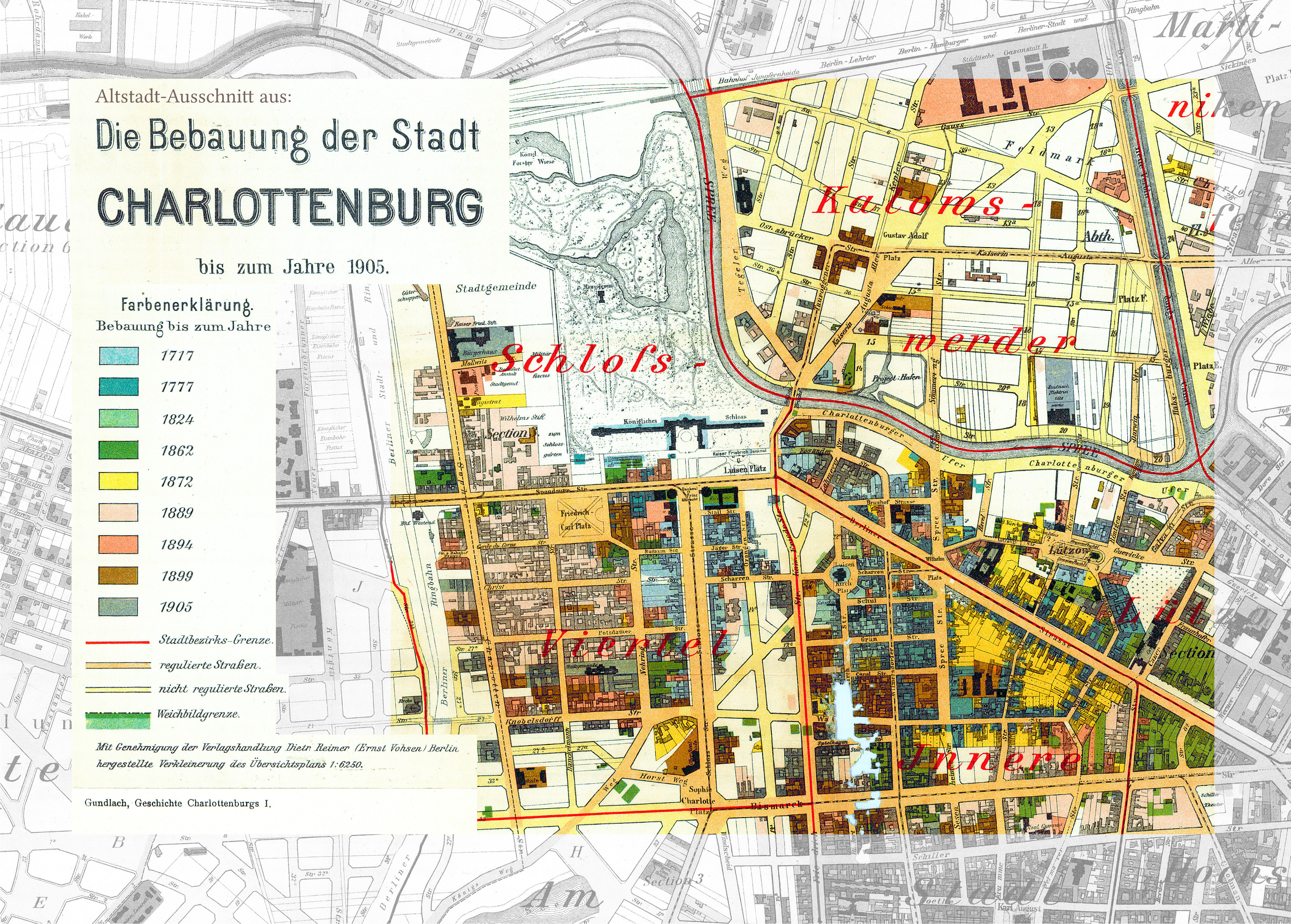
Die Gebäude-Alter der Charlottenburger Altstadt um 1905

Der älteste Bereich der Altstadt ist das Dorf Lietzow. Die Stadt Charlottenburg entwickelte sich jedoch ausgehend vom nahe dem Dorf Lietzow seit 1695 von Sophie Charlotte errichteten Schloss Lützenburg, das ihr Gatte Friedrich I. nach ihrem Tode, ebenso wie die angrenzende Siedlung Charlottenburg nannte. Diese Siedlung war noch einmal unterteilt durch den Schwarzen Graben, der in diesem Bereich zeitweise zu einem Karpfenteich aufgestaut war, in einen östlichen Teil mit Kirche (Luisenkirche auf dem heutigen Gierkeplatz) und Marktplatz (auf dem Richard-Wagner-Platz) und einen westlichen Teil mit Häusern für die Schlossbediensteten im Bereich der Schloßstraße. Beide Teile waren zunächst nur durch die heutige Schustehrusstraße verbunden.
König Friedrich I. sprach bereits 1705, kurz nach dem Tod von Sophie Charlotte, der kleinen Ansiedlung das Stadtrecht zu. Im Interesse eines einheitlichen Stadtbildes wurde der Baumeister Eosander von Göthe nicht nur beauftragt, einen Plan für den Ausbau der Stadt zu entwerfen, es wurde auch das von ihm entworfene Haus für den Kammertürken Hassan in der Schloßstraße 6 als verbindlicher Haustyp für den Ausbau der Stadt festgelegt.

## Wiederentdeckung der Altstadt

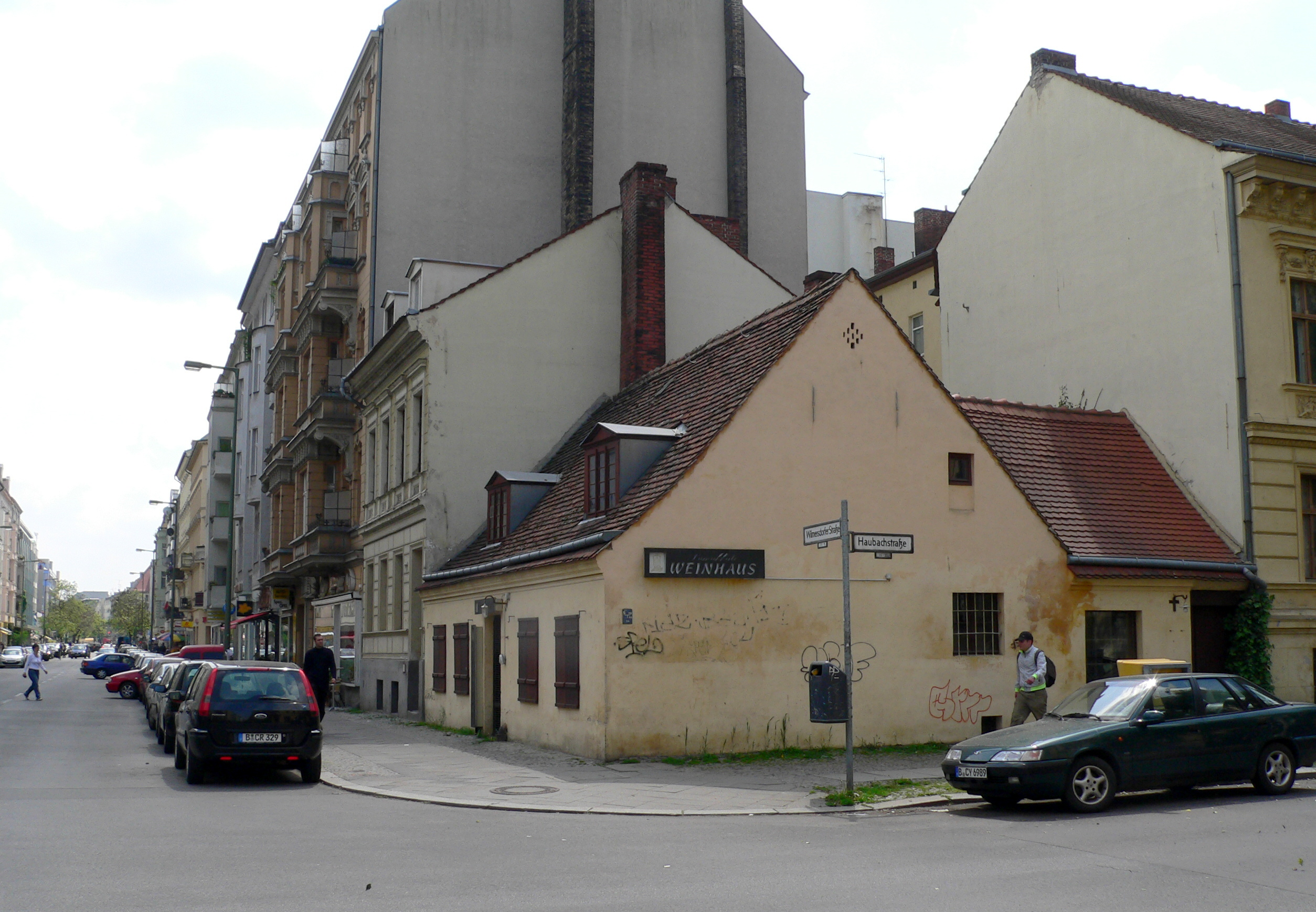
Ackerbürgerhaus in der Wilmersdorfer Straße 18

Die historische Bedeutung der Altstadt mit der Mischung aus Ackerbürgerhäusern und Mietshäusern aus verschiedenen Perioden vor und nach 1900 wurde erst um 1980 erkannt. Wichtige Gebäude wurden unter Denkmalschutz gestellt. Die Altstadt wurde 1983 zum geschützten Baubereich erklärt und Geldmittel zur Modernisierung und Instandsetzung der Gebäude wurden bereitgestellt. Das älteste erhaltene Wohnhaus in der Schustehrusstraße 13, in dem sich heute das Keramik-Museum befindet, war gerade als solches erkannt und unter Denkmalschutz gestellt worden, als Spekulanten am Heiligabend 1983 einen illegalen Abrissversuch machten und nur durch das beherzte Eingreifen der Anwohner gestoppt werden konnten. Das Haus wurde dabei schwer beschädigt, aber in den folgenden zehn Jahren wieder aufgebaut. Weitere nach dem Eosanderschen Musterbau entworfene Häuser aus der Frühzeit Charlottenburgs sind die Gebäude Haubachstraße 8 und Wilmersdorfer Straße 18.

## Altstadttour
Der Bezirk errichtete zur 750-Jahr-Feier Berlins im Jahr 1987 den Altstadtpfad, einen Rundgang mit 16 Stationen, an denen wesentliche historische Stätten auf an der Straße aufgestellten Informationssäulen vorgestellt wurden. Der Altstadtpfad, der sich auf den südwestlichen Bereich der Altstadt zwischen dem Rathaus und der Schloßstraße beschränkte, wurde 2008 durch die Altstadttour ersetzt, die mit Alt-Lietzow und dem Schwimmbad in der Krummen Straße nun auch zwei Stationen im nordöstlichen Bereich besitzt.

Impressionen aus der Charlottenburger Altstadt
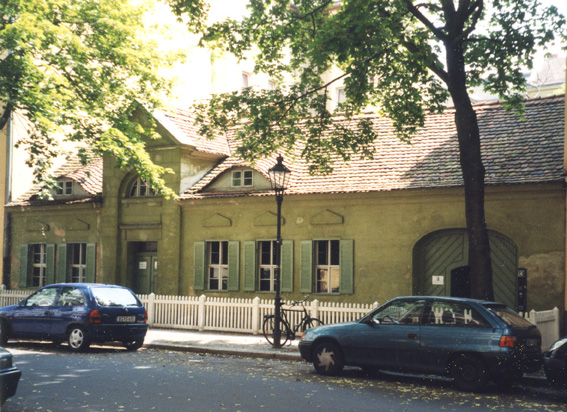
Keramikmuseum in der Schustehrusstraße
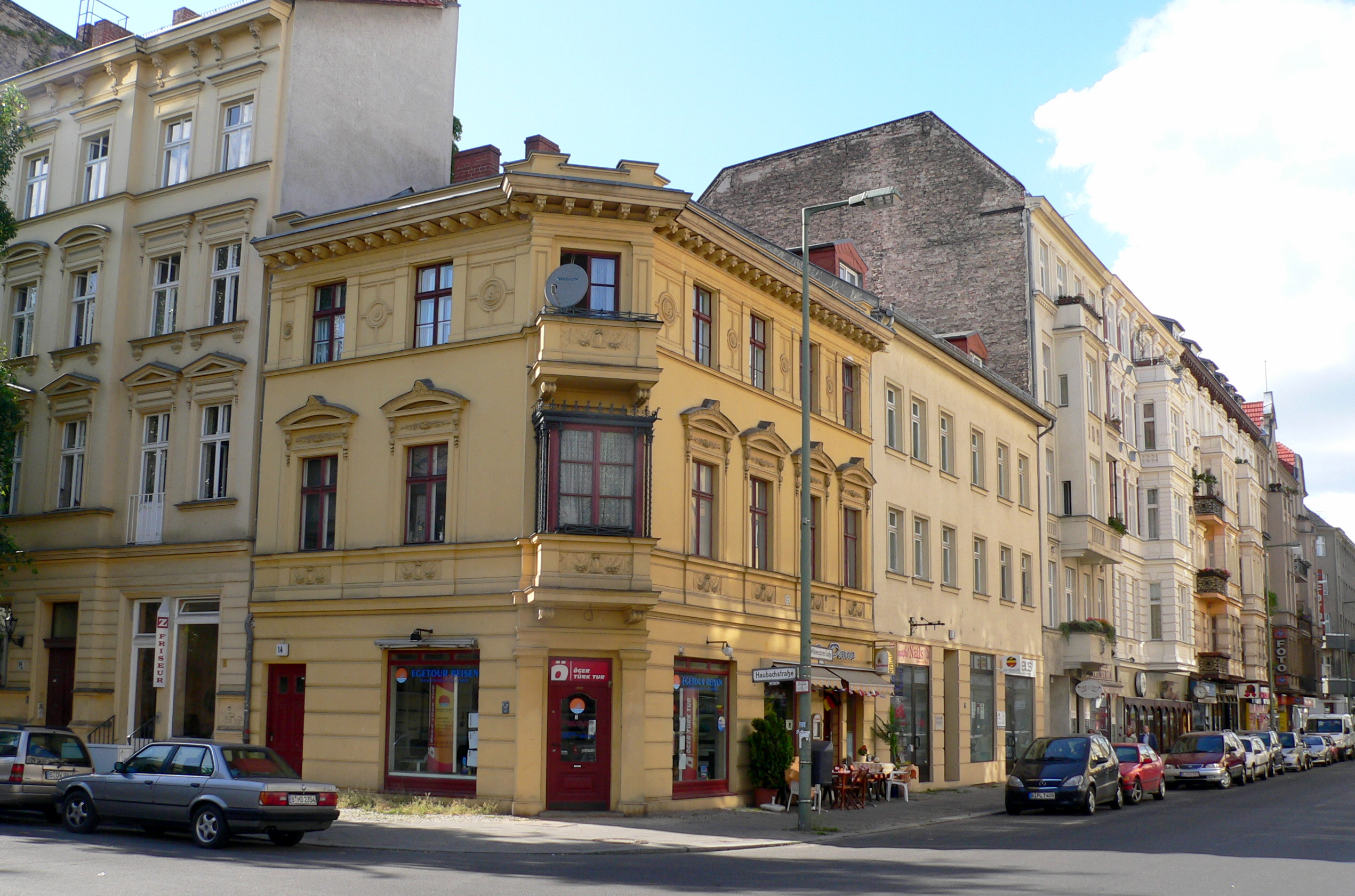
Wilmersdorfer Straße / Ecke Haubachstraße
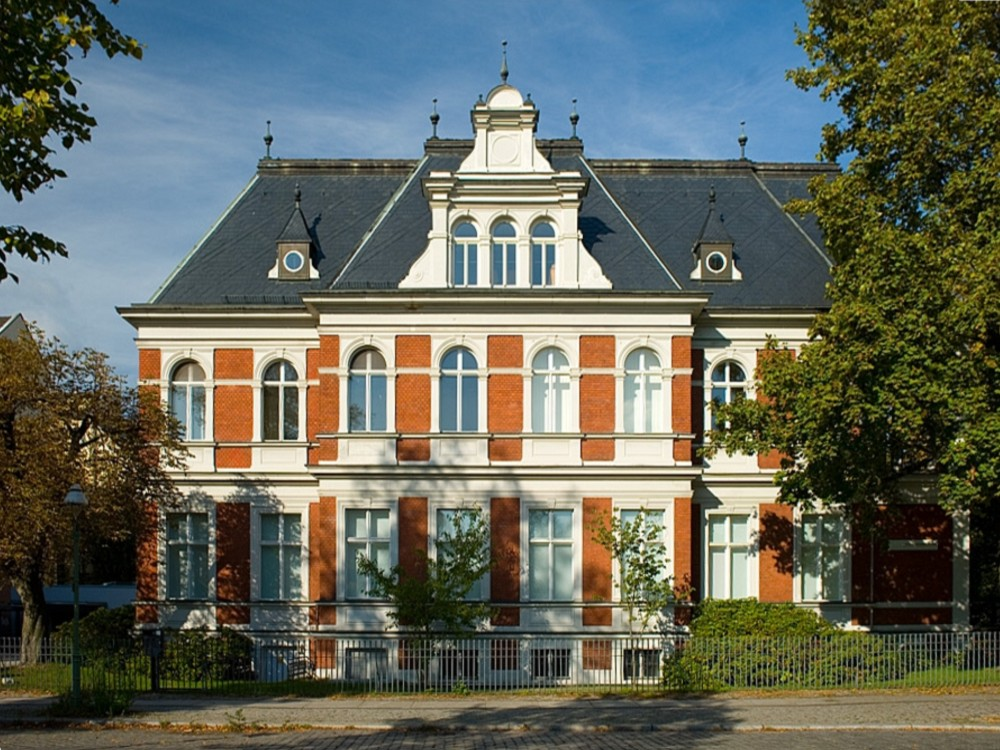
Villa Oppenheim, heute das Heimatmuseum Charlottenburg-Wilmersdorf
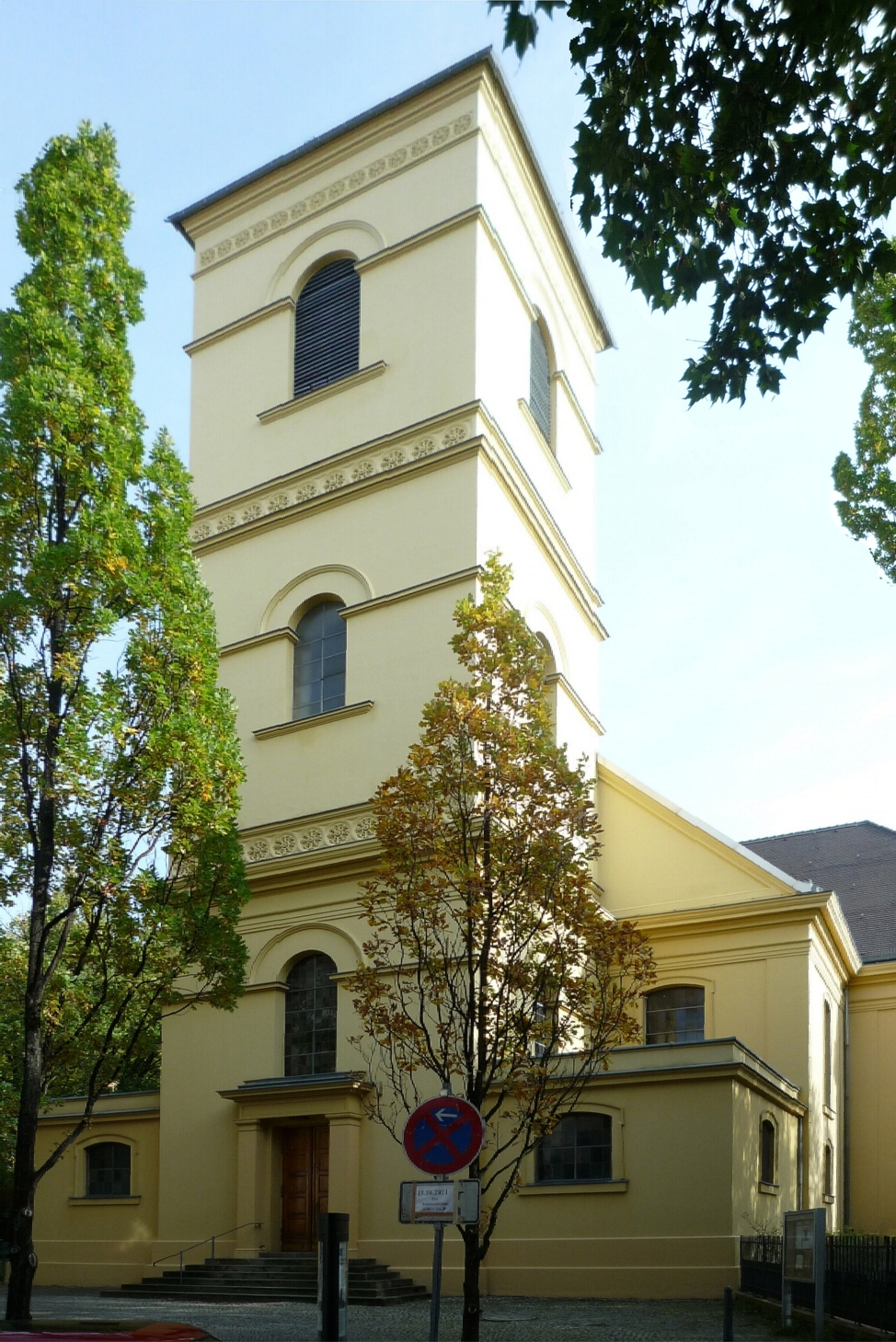
Luisenkirche am Gierkeplatz
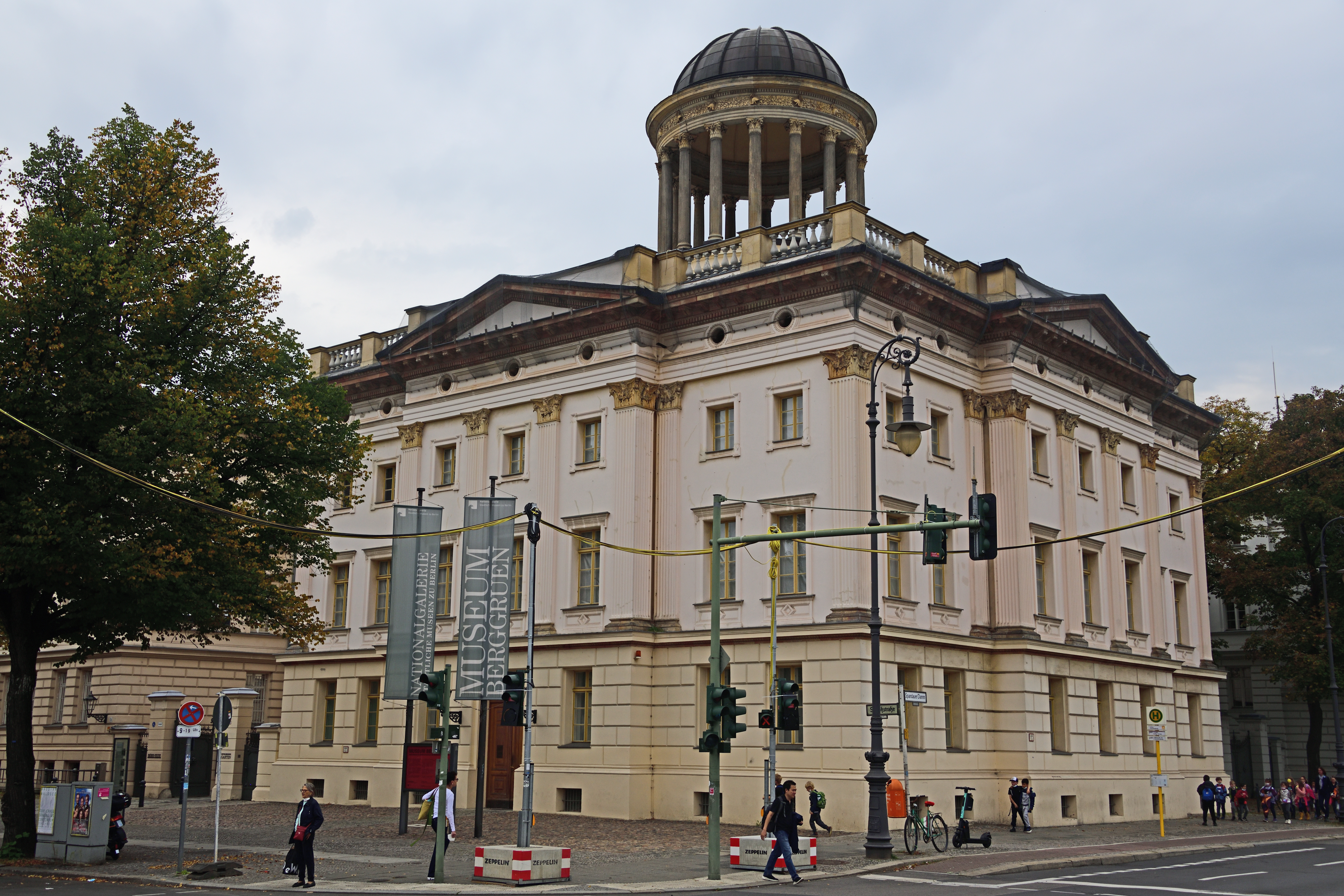
Museum Berggruen